# Künten
Künten (schweizertyska: Chünte) är en ort och kommun i distriktet Baden i kantonen Aargau, Schweiz. Kommunen har 1 917 invånare (2023).